# Anna Alexejewna Pogorilaja
Anna Alexejewna Pogorilaja (russisch Анна Алексеевна Погорилая; * 10. April 1998 in Moskau) ist eine russische Eiskunstläuferin, die im Einzellauf startet.
Pogorilajas Eltern stammen aus Charkow. Ihre Trainerin ist Anna Zarjowa.
Sie wurde 2013 Dritte der Juniorenweltmeisterschaften und gewann bei den Europameisterschaften 2015 und 2016 jeweils die Bronzemedaille. 2016 gewann sie außerdem Bronze bei den Weltmeisterschaften. Im Jahr 2017 wurde sie hinter Jewgenija Medwedewa Vize-Europameisterin.

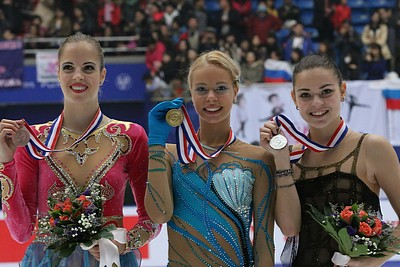
Anna Pogorilaja beim Cup of China 2013 bei der Siegerehrung in der Mitte

## Ergebnisse
GP: ISU Grand Prix; CS: ISU Challenger Serie; JGP: ISU Junior Grand Prix
| International | International | International | International | International | International | International | International |
| Wettbewerb/Saison                                                                                                  | 2010–11       | 2011–12       | 2012–13       | 2013–14       | 2014–15       | 2015–16       | 2016–17       |
| --- | ------------- | ------------- | ------------- | ------------- | ------------- | ------------- | ------------- |
| Weltmeisterschaften                                                                                                |               |               |               | 4.            | 13.           | 3.            | 13.           |
| Europameisterschaften                                                                                              |               |               |               |               | 3.            | 3.            | 2.            |
| Grand-Prix-Finale                                                                                                  |               |               |               | 6.            | 4.            |               | 3.            |
| GP Trophée Eric Bompard                                                                                            |               |               |               | 3.            |               |               |               |
| GP Cup of China |               |               |               | 1.            |               | 4.            |               |
| GP NHK Trophy |               |               |               |               |               | 9.            | 1.            |
| GP Rostel. Cup |               |               |               |               | 2.            |               | 1.            |
| GP Skate Canada |               |               |               |               | 1.            |               |               |
| CS Mordovian |               |               |               |               |               | 1.            |               |
| CS Nepela Trophy                                                                                                   |               |               |               |               |               | 2.            |               |
| International: Junioren                                                                                            |               |               |               |               |               |               |               |
| Juniorenweltmeisterschaften                                                                                        |               |               | 3.            |               |               |               |               |
| JGP Finale |               |               | 3.            |               |               |               |               |
| JGP Kroatien |               |               | 3.            |               |               |               |               |
| JGP Deutschland |               |               | 1.            |               |               |               |               |
| National |               |               |               |               |               |               |               |
| Russische Meisterschaften                                                                                          |               |               | 5.            | 8.            | 4.            | 3.            |               |
| Russische Juniorenmeisterschaften                                                                                  | 15.           | 13.           | 6.            |               |               |               |               |
| Team-Wettbewerbe                                                                                                   |               |               |               |               |               |               |               |
| Japan Open |               |               |               |               | 1. T (3. P)   |               |               |
| Z = Zurückgezogen T = Team Ergebnis; P = Persönliches Ergebnis; Medaillen wurden nur im Team-Wettbewerb vergeben.. |               |               |               |               |               |               |               |